# Marcusenius livingstonii
Marcusenius livingstonii là một loài cá thuộc họ Mormyridae. Nó được tìm thấy ở Malawi, Mozambique, and Tanzania. Các môi trường sống tự nhiên của chúng là sông, intermittent rivers, and hồ nước ngọt. Nó bị đe dọa do mất môi trường sống.